# David S. Khara
Œuvres principales
- Le Projet Bleiberg
- Une nuit éternelle
- Atomes crochus

Compléments
Sportif, juriste, journaliste, dirigeant d'entreprise.
 (novembre 2024).
David S. Khara, né le 28 juillet 1969 à Bourges, est un écrivain et scénariste français publiant sous pseudonyme.

## Biographie
Installé en Bretagne dans les années 1980, il est élève au lycée Émile-Zola de Rennes, où il découvre la littérature. Après des études de droit, il travaille dans le notariat puis devient journaliste à l'AFP. Par la suite, il est concepteur-rédacteur-publicitaire au sein du groupe Euro RSCG. En 1993, il fonde une entreprise de communication, dont il se retire en 2009 pour devenir écrivain « à temps plein ». En parallèle de ses romans, il écrit des scénarios pour le cinéma et la télévision.
Fin 2014, David Khara intègre la Ligue de l'imaginaire, collectif d'écrivains prônant la littérature de l'imaginaire, qui compte notamment Bernard Werber, Maxime Chattam ou Franck Thilliez. 
En 2015, il rejoint l'International Thriller Writers, association américaine d'auteurs de thrillers.  
En juillet 2016, invité du FBI à New York, il collabore avec des agents spéciaux et s'en inspire pour créer les personnages de son dernier roman, Atomes crochus. 

## Œuvre
En 2001, David S. Khara écrit sur son temps libre Les Vestiges de l'aube, roman mêlant les genres du polar et du fantastique, dont il n'envisage pas initialement la publication. Soumis à un éditeur par l'auteur Thomas Geha et publié en mars 2010 chez Black Coat Press, dans la collection Rivière Blanche, le livre est prévu pour être le premier opus d'une trilogie.
Relatant la rencontre et l'amitié, d'abord sur internet puis dans la vraie vie, entre le vampire Werner Von Lovinsky et le policier new-yorkais Barry Donovan, traumatisé par les attentats du 11 septembre 2001, le roman porte une réflexion philosophique sur la relation entre les deux personnages brisés par leur vécu, aborde l'histoire de la guerre de Sécession et interroge le lien entre la justice, la loi du Talion et le droit. 
Prévue pour décembre 2010, Une nuit éternelle, la suite des Vestiges de l'aube, paraît en octobre 2014 aux Éditions Fleuve noir. Ce thriller fantastique vaut à l'auteur plusieurs nominations à des prix de littérature dite générale.
En 2011, David S. Khara publie Le Projet Shiro, second opus des Projets. En 2013, Le Projet Morgenstern paraît aux Éditions Critic. C'est la suite du Projet Shiro et elle clôt la trilogie consacrée à Eytan Morg. En avril 2014 paraît chez Rageot Thunder. C'est le premier volume d'une série jeunesse dérivée de l'univers de la trilogie des Projets. En 2015, le roman a reçu le prix Rablog au Salon Saint-Maur en Poche. En 2018, Le programme D-X, un thriller, paraît directement au format poche chez J'ai lu. Il s'agit de la suite de la trilogie Bleiberg (ou trilogie Projet).
En 2016, Atomes crochus paraît directement en format poche chez J'ai lu.

## Accueil du public
Avec Le Projet Bleiberg, l'auteur reçoit des chroniques élogieuses de Gérard Collard et Marina Carrère d’Encausse. Il fait des interventions radiophoniques sur Canal B, Radio Laser ou encore France Bleu Armorique. Il est invité par les chaînes de télévisions TV Rennes ou France 3. 
Malgré le peu de communication de la part de la maison d'édition, Le Projet Bleiberg rencontre un fort succès : tiré à un millier d'exemplaires à l'origine, ce sont finalement plus de 100 000 exemplaires du Projet Bleiberg qui seront sont vendus.  
Les romans de David Khara se sont écoulés à plus de 200 000 exemplaires en France. 
Il est traduit en Corée, aux Pays-Bas, en Italie et aux États-Unis.

## Publications

### TrilogieLes Vestiges de l'aube
1. Les Vestiges de l'aube, Black Coat Press, collection Rivière Blanche, 2010. Réédité en 2011 aux éditions Michel Lafon dans une version remaniée (ISBN 9782749914138).
2. Une nuit éternelle, Fleuve, 2014.

### TrilogieProjet
1. Le Projet Bleiberg, Critic, 2010 (ISBN 978-2-9534998-2-7).
2. Le Projet Shiro, Critic, 2011.
3. Le Projet Morgenstern, Critic, 2013.

### Romans indépendants
- Thunder. Quand la menace gronde, Rageot, 2014.
- Atomes crochus, J'ai lu, 2016.

### Bandes dessinées
- Le Projet Bleiberg, t. I, avec Serge Le Tendre (scénario) et Frédéric Peynet (dessin), Dargaud, 2017.

### Nouvelles
- Les Vapeurs du succès, dans l'anthologie À peine entré dans la librairie... La Griffe noire, 30 ans. Paris : Télémaque, 06/2018, p. 167-173  (ISBN 978-2-7533-0357-7).
- You'll never walk alone, dans La Nouvelle du lendemain, anthologie numérique organisée pendant le confinement par la Ligue de l’Imaginaire, le festival Lisle noir et Cultura, 04/2020[5].
- Noël dans le cosmos, dans l'anthologie Le Pire des Noëls, éditions Le livre de poche (2024).

### Interviews
- Interview par le blog littéraire La lectrice hérétique
- Interview par Vampirisme.com
- Interview par France 3
- Reportage sur M6